# Patrick Shih
Patrick Shih, pseudonimo di Shih Po-yu (施柏宇T, Shī BǎiyǔP; 9 agosto 1996), è un attore e modello taiwanese.

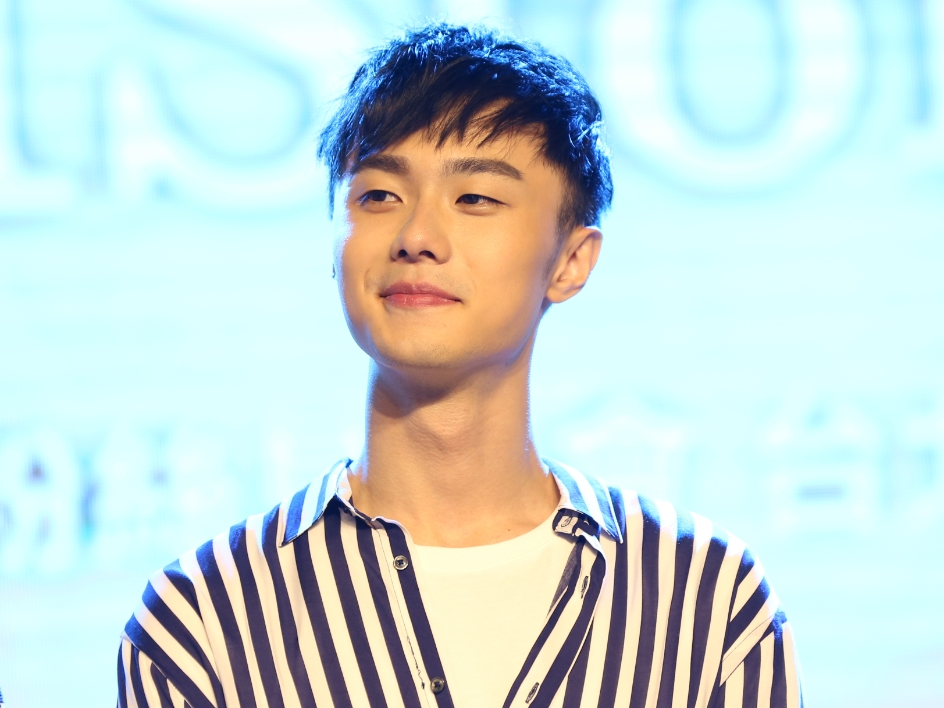
Patrick Shih nel 2018

È meglio conosciuto per i suoi ruoli nei drama HIStory2 - Crossing the Line (2018) e Someday Or One Day (2019).

## Carriera
Nel 2015, sua madre lo ha iscritto al talent show Eelin Star, organizzato dalla Eelin Entertainment, tramite il quale è riuscito ad esordire con successo nell'industria dello spettacolo. Nonostante la sua iniziale candidatura come modello nella compagnia, Shih si è contraddistinto per le sue capacità attoriali ed è quindi stato assegnato a tale categoria.
Nel luglio 2016, si è recato a Pechino per girare la sua prima webserie, intitolata Gamer's Generation, nella quale ha interpretato il protagonista maschile. Non avendo una formazione accademica in recitazione, ha sperimentato una forte pressione a causa del modello di ripresa rapido e intenso del cinema cinese. Tuttavia, questa esperienza gli ha permesso di trovare la sua strada nell'industria dell'intrattenimento. La serie è stata trasmessa a dicembre dello stesso anno e la sua performance è stata ben accolta dalla critica.
Dopo essere tornato a Taiwan, nel maggio 2017, ha sospeso gli studi per un anno e si è arruolato nell'esercito. Dopo il servizio militare, è apparso nella webserie BL HIStory2 - Crossing the Line, grazie alla quale è diventato famoso.
Nel novembre 2019, Shih ha partecipato alla serie televisiva Someday Or One Day, trasmessa da China Television, attirando ulteriormente l'attenzione del pubblico.
Nel giugno 2020, ha partecipato come ospite al programma di varietà Chuang 2020 di Tencent Video, dove ha eseguito una performance con il brano Miss Freak come membro del team di Xu Yiyang.

## Filmografia

### Cinema
- 0.1% World (好想去你的世界S), regia di Sun Lin (2022)
- The Cases of Disappearances (怪談S), regia di Luo Jie (2022)
- Someday Or One Day (想見你S), regia di Huang Tien-jen (2022)

### Televisione
- Gamer's Generation (電競紀元T) – webserie (2016)
- HIStory2 - Crossing the Line (HIStory2-越界T) – miniserie TV (2018)
- Someday Or One Day (想見你T) – serial TV (2019)
- 1 Vs 100 Dream Boys (做夢吧！晶晶T) – webserie (2021)
- First Love Again (循環初戀T) – serial TV (2021)
- Taiwan Crime Stories (台灣犯罪故事－出軌T) – serie TV (2023)